# Хемијска ерозија
Хемијска ерозија је процес распадања стена условљен хемијским процесима. 

## Хемијска ерозија као географска појава
У светској геоморфолошкој терминологији постоји неколико назива за процес и појаву хемијске ерозије. У енглеском језику су то chemical dissolution, chemical weathering, solution erosion rate, chemical erosion.
У српском језику у употреби су термини хемијска ерозија, крашка ерозија (корозија ) и крашка денудација. Хемијском распадању нису подложни само кречњаци,па је термин „ крашка ерозија „ недовољно прецизан и обухватан. Добро је познато да нема стене која се у води не распада. Може се говорити само о минералима који се том процесу мање или више опиру.
Агенс хемијског распадања је вода обогаћена гасовима и различитим раствореним материјама. Зато је нужно да воде има довољно и да она буде у текућем стању. У једном литру кишнице има 30 cm³ гаса, од чега је око 30% кисеоника,10% угљене киселине и 60% азота.
У основи, хемијска ерозија зависи од климе. Најјаче хемијско распадање јавља се у условима тропске влажне климе, слабије је у условима умерене, а практично и не постоји у условима суве - аридне климе. Хемијско распадање је најјаче на површини. Са дубином инензитет распадања опада. За разлику од свих видова ерозија чији је агенс вода и које су „ дводимензионалне „ односно делују површински, хемијска ерозија је „ тродимензионална „ што значи да је у оквиру ње јако изражена вертикална ( дубинска ) компонента. Хемијска ерозија знатно мења минералошко-хемијски састав стена.
Процес хемијског распадања стена подразумева утицај неколико различитих процеса: оксидацију, редукцију, хидратацију, хидролизу и хемијско растварање карбоната.